# Wyższe Międzydiecezjalne Seminarium Duchowne w Częstochowie
Wyższe Międzydiecezjalne Seminarium Duchowne w Częstochowie – szkoła wyższa, kształcąca księży na terenie archidiecezji częstochowskiej.

## Historia
Od 1926 do 1954 alumni częstochowskiego WSD studiowali w Krakowie, a sama uczelnia włączona była w struktury Wydziału Teologicznego Uniwersytetu Jagiellońskiego. Gmach seminaryjny, powstały ze składek społecznych i użytkowany od 1930, mieścił się przy ulicy Bernardyńskiej.
Uczelnię wyłączono ze struktur UJ w 1954, czyniąc je w roku 1957 samodzielnym zakładem naukowym – mającym prawo nadawania absolwentom tytułu magistra teologii na mocy umowy z krakowską Papieską Akademią Teologiczną.
W 1991 WSD przeniosło swoją siedzibę do nowo powstałego gmachu w stolicy diecezji – Częstochowie. Od 1997 roku w budynku seminarium działa Muzeum Archidiecezjalne.
W 2013 roku do częstochowskiego seminarium przeniesiono z Krakowa Wyższe Seminarium Duchowne Diecezji Sosnowieckiej.
W 2021 roku połączono Wyższe Seminarium Duchowne Archidiecezji Częstochowskiej i Wyższe Seminarium Duchowne Diecezji Sosnowieckiej tworząc Wyższe Międzydiecezjalne Seminarium Duchowne w Częstochowie, w którym kształcą się seminarzyści obu diecezji.

## Rektorzy WSD

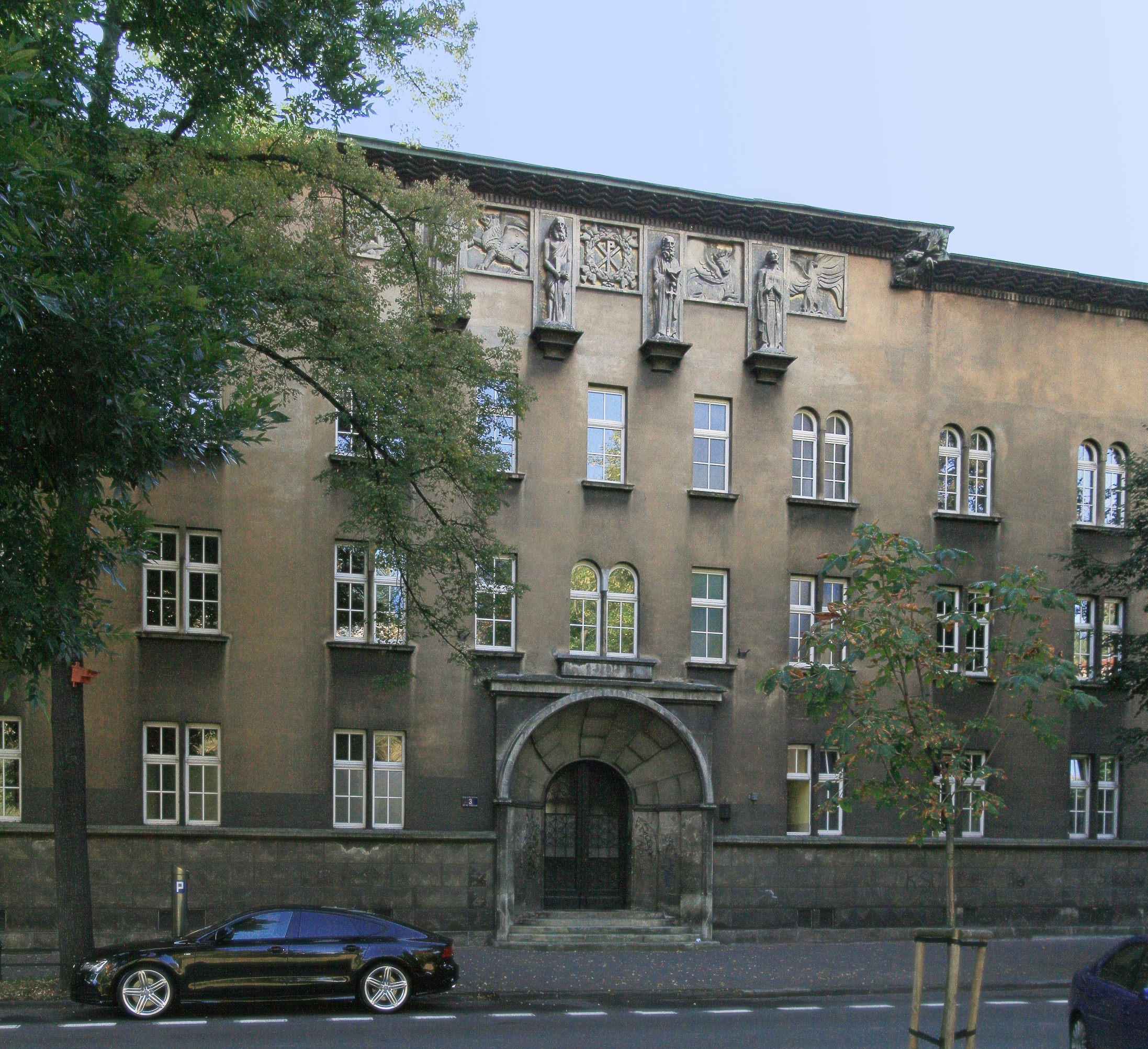
Budynek Seminarium w latach 1930-1991 w Krakowie

| imię i nazwisko                    | daty urzędowania |
| ---------------------------------- | ---------------- |
| Ks. dr Karol Makowski              | 1926–1936        |
| Ks. bp dr Stanisław Czajka         | 1936–1944        |
| Ks. dr Brunon Magott               | 1945–1956        |
| Ks. dr Julian Nowak                | 1956–1962        |
| Ks. dr Władysław Kasprzak          | 1962–1968        |
| Ks. mgr Adam Skrzypiec             | 1968–1974        |
| Ks. bp dr Miłosław Kołodziejczyk   | 1974–1979        |
| Ks. dr hab. Zenon Uchnast          | 1979–1984        |
| Ks. dr hab. Jan Związek            | 1985–1992        |
| Ks. dr hab. Antoni Tronina         | 1992–1994        |
| Ks. bp dr Jan Wątroba              | 1994–2000        |
| Ks. dr Włodzimierz Kowalik         | 2000–2008        |
| Ks. bp dr Andrzej Przybylski       | 2008–2015        |
| Ks. dr Grzegorz Szumera            | 2015–2021        |
| Ks. prał. dr hab. Ryszard Selejdak | od 2021          |

## Znani absolwenci
- bł. ks. Maksymilian Binkiewicz
- ks. abp prof. Józef Życiński
- ks. bp dr Stefan Bareła
- ks. bp dr Miłosław Jan Kołodziejczyk
- ks. bp dr Jan Franciszek Wątroba
- ks. bp Franciszek Musiel
- ks. bp Tadeusz Szwagrzyk
- ks. inf. dr Ireneusz Skubiś – redaktor naczelny tygodnika „Niedziela”
- ks. inf. Marian Mikołajczyk – wikariusz generalny
- ks. prof. Feliks Gryglewicz – wykładowca KUL
- ks. prof. Stanisław Grzybek – wykładowca ATK i PAT
- ks. prof. Stanisław Urbański – wykładowca UKSW i Szkoły Wyższej im. Bogdana Jańskiego
- ks. prof. Antoni Tronina – wykładowca KUL
- ks. prof. Tadeusz Zasępa – wykładowca KUL, rektor Katolickiego Uniwersytetu w Rużomberku
- ks. prof. Kazimierz Szymonik – wykładowca UKSW, UMFC
- ks. prof. Stanisław Włodarczyk – rektor Wyższego Instytutu Teologicznego w Częstochowie

## Formatorzy[4]
- Rektor: Ks. Ryszard Selejdak
- Wicerektor: Ks. Andrzej Nackowski
- Prefekt alumnów: Ks. Paweł Krawczyk, Ks. Kamil Zadrożny
- Ojcowie duchowni: Ks. Arkadiusz Kajdas, Ks. Michał Pabiańczyk
- Dyrektor administracyjny (prokurator): Ks. Zbigniew Krawczyk